# Giuseppe Righini di San Giorgio
Giuseppe Righini di San Giorgio (Torino, 17 febbraio 1781 – Torino, 27 gennaio 1871) è stato un generale e nobile italiano.

## Biografia
Giuseppe Righini di San Giorgio nacque a Torino il 17 febbraio 1781, figlio di Alessandro e di Giuseppina Badia. Iniziò presto la carriera militare.
Il 9 agosto 1793 fu nominato sottotenente nel I battaglione del Corpo dei Granatieri Reali e il 2 maggio 1796 fu promosso luogotenente. Partecipò alle campagne sostenute dal Regno di Sardegna contro la Repubblica francese dal 1793 al 1800. Dopo l'occupazione del Piemonte, Righini di San Giorgio nel 1805 entrò al servizio del Regno di Napoli, rimanendo nelle truppe di Ferdinando IV fino al 1812. Nell'esercito delle Due Sicilie combatté contro i francesi negli Abruzzi, nelle Calabrie, nell'invasione di Ischia e nella battaglia del Canale di Procida. Dal 1812 al 1816 fu al servizio del Regno Unito come tenente colonnello comandante di un reggimento della Italian Levy, creata dal generale William Bentinck. Con i britannici combatté nella guerra d'indipendenza spagnola e nel 1814 in Italia nella campagna sulla Riviera ligure, poi a Nizza e infine in Francia, dove combatté di nuovo nel 1815, durante la guerra della settima coalizione.
Dopo la Restaurazione tornò al servizio del Regno di Sardegna e il 20 febbraio 1816 fu nominato luogotenente colonnello nel Reggimento dei Cacciatori Italiani. Il 17 maggio 1817 fu nominato colonnello comandante della Brigata di Alessandria, mentre il 15 gennaio 1823 fu promosso maggior generale comandante della Divisione di Genova. In seguito fu anche governatore di Novara e Alessandria (1838).
Sposò Carola Recco, dalla quale ebbe, fra gli altri, Alessandro, anche lui generale, e Paolo.
Morì a Torino il 27 gennaio 1871, a 89 anni.